# Великий гетьман литовський

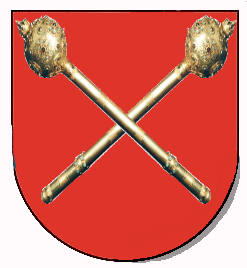
Булава — герб Великого гетьмана литовського

Великий гетьман литовський (лит. Lietuvos didysis etmonas, пол. Hetman wielki litewski, біл. Гетман Вялікі Літоўскі) — керівник збройних сил Великого князівства Литовського. Після створення Речі Посполитої — один з двох вищих військових керівників разом з великим гетьманом коронним. Заступник великого гетьмана носив титул польний гетьман литовський.

## Список гетьманів
- Костянтин Іванович Острозький — 1497–1500
- Семен Юрійович Гольшанський — 1500–1501
- Станіслав Кезгайло — 1501–1502
- Станіслав Петрович Кішка — 1503/1504-1507
- Костянтин Іванович Острозький (знов) — 1507–1530
- Юрій Радзивілл (Геркулес) — 1531–1541
- Микола Радзивілл (Рудий) — 1553–1566
- Григорій Олександрович Ходкевич — 1566–1572
- Микола Радзивілл (Рудий) (знов) — 1576–1584
- Христофор Радзивілл (Перун) — 1589–1603
- Ян Кароль Ходкевич — 1605–1621
- Лев Іванович Сапега — 1625–1633
- Кшиштоф Радзивілл — 1635–1641
- Януш Кишка — 1646–1654
- Януш Радзивілл — 1654–1655
- Павло Ян Сапега — 1656–1665
- Михайло Казимир Пац — 1667–1682
- Казимир Ян Сапега — 1682–1703
- Михайло Сервацій Вишневецький — 1703–1707
- Казимир Ян Сапега (знов) — 1707–1708
- Ян Казимир Сапега — 1708–1709
- Григорій Антоній Огінський — 1709
- Людвик Констанцій Поцей — 1709–1730
- Михайло Сервацій Вишневецький (знов) — 1735–1744
- Михайло Казимир Радзивілл — 1744–1762
- Михайло Юзеф Масальський — 1762–1768
- Михайло Казимир Огінський — 1768–1793
- Симон Мартин Косаківський — 1793–1794